# 酸化ニッケル(II)
酸化ニッケル(II)（さんかニッケル に、Nickel(II) oxide）は、化学式がNiOの無機化合物である。ニッケルの酸化物はこの他に酸化ニッケル(III)や二酸化ニッケルなどが報告されているが、酸化ニッケル(II)は唯一詳しい構造が判明しているニッケル酸化物である 。NiOの鉱物に黄褐色のブンゼナイトがあるが非常に稀少である。ニッケルを少量含み緑色に着色した鉱物は他にクリソプレーズ（緑玉髄）がある。

## 合成と性質
NiOは{\displaystyle {\ce {Ni(OH)2\ , Ni(NO3)2\ , NiCO3}}}のようなニッケル(II)化合物を熱分解することで純度の高い緑色の粉末として得られる。金属ニッケルを酸素中で熱すると不定比性の灰色から黒色の粉末が得られる。NiOは塩基性酸化物である。
水にはほとんど不溶であるが酸に溶解し、緑色の水和ニッケルイオンを生成する。一方加熱により結晶化したものは酸に溶解しにくい。
{\displaystyle {\ce {NiO\ + 2 H^{+}(aq) -> Ni^{2+}(aq)\ + H2O}}}
アンモニア水に徐々に溶解し淡青紫色のアンミン錯体を生成する。アルカリ水溶液にはほとんど溶解しない。
{\displaystyle {\ce {NiO\ + 6 NH3\ + H2O ->\ [Ni(NH3)6]^{2+}\ + 2 OH^-}}}
水素ガス中で加熱することにより還元されて金属ニッケルを生成する。
{\displaystyle {\ce {NiO\ + H2 -> Ni\ + H2O}}}

## 構造
NiOは塩化ナトリウム型の構造をとるが、他の多くの二成分金属酸化物と同じようにしばしばNi:Oの比が1:1から外れた不定比化合物となる。

## 用途
鮮やかな緑色を呈することからガラス、陶磁器などの着色剤として用いられる。
また水素により還元されて生成する微粒子状のニッケルは触媒作用が高いことから、油脂およびその他有機化合物の水素添加触媒として用いられる。